# Угода про розподіл продукції
Угода про розподіл продукції — особливий вид договору про заснування спільного підприємства. Зазвичай угода про розподіл продукції є договором про розподіл природних ресурсів, укладеним між зарубіжною видобувною компанією (підрядником) і державним підприємством (державною стороною), уповноважує підрядника провести пошуково-розвідувальні роботи і експлуатацію в межах певної області (контрактна територія) відповідно до умов угоди.
Хоча вперше концепцію розподілу продукції застосовували в Болівії на початку 50-их, першу угоду про розподіл продукції в сучасному розумінні підписали в серпні 1966 року в Індонезії. 